# کلاینمایشاید
کلاینمایشاید (به آلمانی: Kleinmaischeid) یک شهر در آلمان است که در Neuwied واقع شده‌است. کلاینمایشاید ۱٬۳۷۶ نفر جمعیت دارد.